# Punta Pingüino (Seno de Borbón)
La punta Pingüino(51°21′S 59°27′O / -51.350, -59.450) es un cabo del noreste de la isla Gran Malvina del archipiélago de las Malvinas, que según la Organización de las Naciones Unidas (ONU), está en litigio de soberanía entre el Reino Unido, quien lo administra como parte del territorio británico de ultramar de las Malvinas, y la Argentina, quien reclama su devolución, y la integra en el departamento Islas del Atlántico Sur de la provincia de Tierra del Fuego, Antártida e Islas del Atlántico Sur.  
Esta punta se ubica en la entrada noreste del seno de Borbón, cierra por el sur a la ría Pirata, y se encuentra en cercanías del Paso Tamar.
Existe otra punta del mismo nombre en el noroeste de la isla, al sur de la punta Navidad;(51°22′S 60°39′O / -51.367, -60.650) y también hay otra punta en el sudoeste de la isla, en la entrada norte a la bahía Moreno(51°55′S 60°38′O / -51.917, -60.633).